# Vissel Kōbe
Vissel Kōbe (jap. ヴィッセル神戸, rōm. Visseru Kōbe) ist ein japanischer Fußballverein und seit 1997 Mitglied der J. League, Japans höchster Profiliga. Der Verein aus der Millionenstadt Kōbe in der Präfektur Hyōgo hat seine Ursprünge wie die meisten japanischen Profivereine in der Werksmannschaft eines Industriekonzerns. Heute ist er eine eigenständige Aktiengesellschaft, die K.K. Crimson Football Club (株式会社クリムゾンフットボールクラブ, kabushiki-gaisha kurimson futtobōru kurabu; engl. Crimson Football Club, Inc.).

## Vereinsgeschichte
1966 wurde der Club, der heute als Vissel bekannt ist, als Kawasaki Seitetsu Mizushima Soccer-bu in Kurashiki in der Präfektur Okayama gegründet. 1987 wurde der Name zu Kawasaki Seitetsu Soccer-bu (Kawasaki Steel Soccer Club) verkürzt. Der Eigentümer, der große Stahlkonzern Kawasaki Steel, forcierte den Aufstieg seiner Mannschaft in die nationale Spitzenklasse jedoch weniger engagiert als viele andere Konkurrenten. So war sie bis 1993, als die J. League gegründet wurde, noch nie in der obersten Amateurliga, der Japan Soccer League, aufgetaucht.
Als dann die J. League und unter ihr die neue Japan Football League (JFL) eingeführt wurden, verpasste Kawasaki nur knapp den Aufstieg in die JFL. Er gelang dann im darauffolgenden Jahr, da die Liga von 10 auf 16 Mannschaften aufgestockt wurde. Im Sommer 1994 erfolgte die Umfirmierung in Vissel Kōbe. Das Kunstwort vissel ist zusammengesetzt aus den englischen Begriffen victory (Sieg) und vessel (Schiff) und sollte den Erfolgsanspruch der Klubführung mit der maritimen Tradition des Seehafens Kōbe verbinden. Als Maskottchen wurde eine Kuh (ein Verweis auf den Fleischereikonzern Ito Ham, einen der wichtigsten Unterstützer des Vereins) mit Kapitänsmütze gewählt und das erste Vereinswappen zierte ein Segelschiff.
Das Glück, das Kawasaki 1993 gefehlt hatte, ereilte Vissel 1996, nur ein Jahr nachdem das große Hanshin-Erdbeben die Stadt in großen Teilen verwüstet und die ganze Region in die Krise gestürzt hatte. Obwohl der Aufstieg in die erste Liga am Konkurrenten Honda FC gescheitert war, wurde diesem jedoch die Aufnahme in die J. League verweigert (offiziell aus wirtschaftlichen Gründen, aber es hält sich das Gerücht, dass die in der J. League engagierten Motorenbauer Toyota (Nagoya Grampus Eight), Yamaha (Júbilo Iwata) und Nissan (Yokohama Marinos) den Aufstieg Hondas hintertrieben hatten), und so rückte Vissel nach.

Früheres Vereinslogo von Vissel Kōbe

Seit 1997 hat Vissel das Oberhaus zweimal verlassen. Der Verein, der 2002 vom Kobe Universiade Memorial Stadium (erbaut 1985) in die neue WM-Arena Kobe Wing Stadium (gegenwärtig Noevir Stadium Kōbe) umzog, konnte sich zunächst nicht richtig etablieren und hat bis 2015 keine Saison in der oberen Tabellenhälfte abgeschlossen. Trotz vieler hochkarätiger Spieler (in erster Linie seien hier Kazu Miura, der Kameruner Patrick M’Boma oder der Däne Michael Laudrup genannt) eroberte die Mannschaft bis 2019 keinen nationalen Titel und rangierte zumeist am Rande des Abstiegs, wie auch wieder 2005, als man als abgeschlagener Tabellenletzter zum ersten Mal den Gang in die 1999 gegründete zweite Division antreten musste. 2006 kehrte man jedoch gleich wieder zurück ins Oberhaus.
Anfang 2017 bekam der Verein internationale Aufmerksamkeit, als der Wechsel des ehemaligen deutschen Nationalspielers und Weltmeisters Lukas Podolski (zu diesem Zeitpunkt 32 Jahre alt) zur Jahresmitte bekannt gegeben wurde. Ebenfalls ist der deutsche Gert Engels seit dem 10. Januar 2018 für den Verein als Co-Trainer tätig. Im Juli 2018 schloss sich mit dem Spanier Andrés Iniesta (34) ein weiterer Weltmeister dem Klub an. Zur Saison 2019 wurde mit dem Spanier David Villa (37) der dritte Weltmeister verpflichtet. Unter dem deutschen Trainer Thorsten Fink gewann Vissel Kobe schließlich 2020 erstmals mit dem Kaiserpokal 2019 einen nationalen Wettbewerb. In der Saison 2023 wurde Kōbe erstmals Japanischer Meister. Gleich in der darauffolgenden Saison gelang die erfolgreiche Titelverteidigung.

## Erfolge
- J1 League:

Meister: 2023, 2024
- Chūgoku Soccer League (als Kawasaki Steel Mizushima)

Sieger: 1980, 1981, 1982, 1984, 1985
- Kaiserpokal

Sieger: 2019, 2024
- Supercup

Sieger: 2020
- J2 League

Vizemeister: 2013  ▲

## Stadion

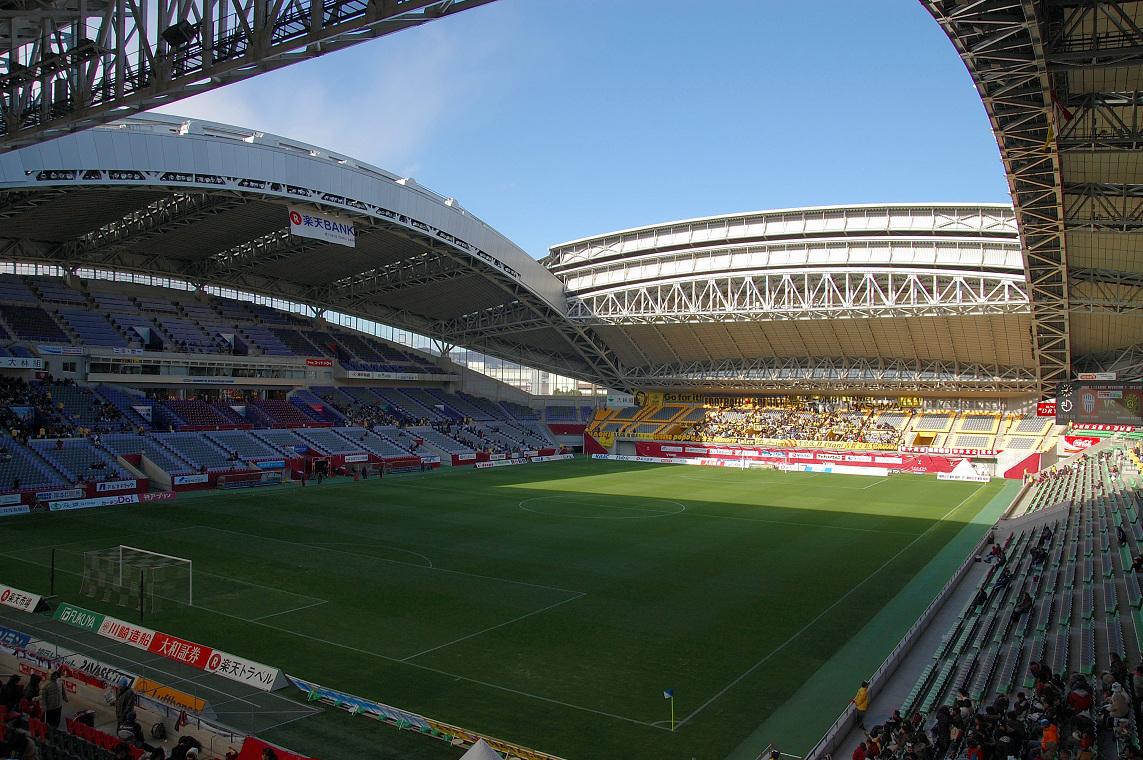
Noevir Stadium Kobe

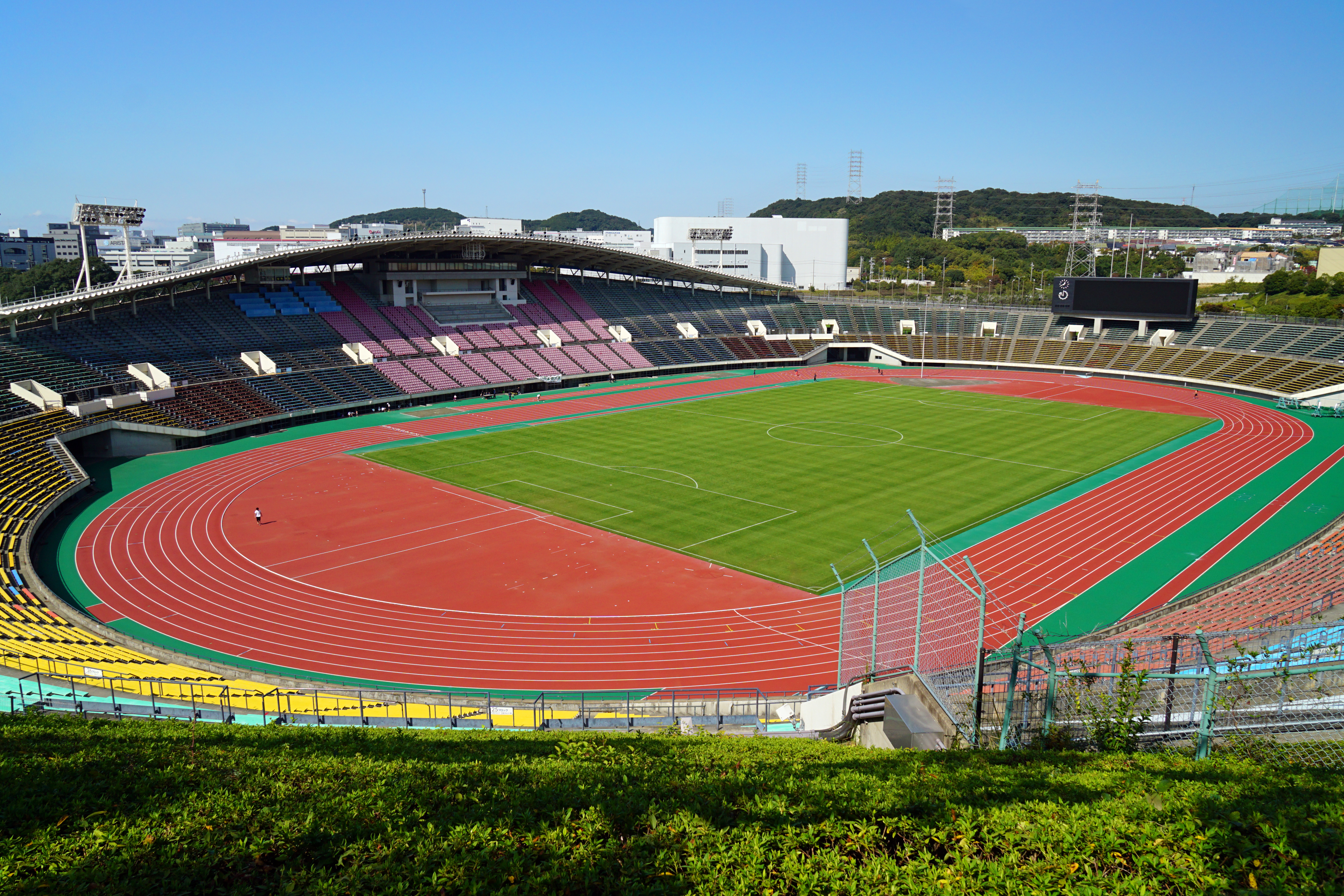
Das Kobe Universiade Memorial Stadium, gelegentliche Heimspielstätte von Vissel

Der Verein trägt seine Heimspiele im Noevir Stadium in Kōbe in der Präfektur Hyōgo aus.  Die Sportstätte, deren Eigentümer die Stadt Kōbe ist, hat ein Fassungsvermögen von 31.132 Zuschauern. Betrieben wird das Stadion von der Kobe Wing Stadium Co.,Ltd.
Koordinaten: 34° 39′ 23″ N, 135° 10′ 8″ O

## Aktueller Kader
Stand: April 2025
| Nr. |           | Position | Name              |
| --- | --------- | -------- | ----------------- |
| 1   | Japan     | TW       | Daiya Maekawa     |
| 2   | Japan     | MF       | Nanasei Iino      |
| 3   | Brasilien | AB       | Thuler            |
| 4   | Japan     | AB       | Tetsushi Yamakawa |
| 5   | Japan     | MF       | Mitsuki Saitō     |
| 6   | Japan     | MF       | Takahiro Ōgihara  |
| 7   | Japan     | MF       | Yosuke Ideguchi   |
| 9   | Japan     | ST       | Taisei Miyashiro  |
| 10  | Japan     | ST       | Yuya Osako        |
| 11  | Japan     | MF       | Yoshinori Muto    |
| 13  | Japan     | MF       | Daiju Sasaki      |
| 14  | Japan     | MF       | Kōya Yuruki       |
| 15  | Japan     | AB       | Yūki Honda        |
| 16  | Brasilien | AB       | Caetano           |
| 18  | Japan     | MF       | Haruya Ide        |
| 20  | Japan     | AB       | Yūta Koike        |
| 21  | Japan     | TW       | Shōta Arai        |
| 22  | Japan     | AB       | Haruka Motoyama   |
| 23  | Japan     | AB       | Rikuto Hirose     |

| Nr. |           | Position | Name                 |
| --- | --------- | -------- | -------------------- |
| 24  | Japan     | AB       | Gōtoku Sakai         |
| 25  | Japan     | MF       | Yūya Kuwasaki        |
| 26  | Brasilien | ST       | Jean Patric          |
| 27  | Brasilien | ST       | Erik Lima            |
| 30  | Japan     | MF       | Kakeru Yamauchi      |
| 31  | Japan     | AB       | Takuya Iwanami       |
| 32  | Nigeria   | TW       | Richard Monday Ubong |
| 33  | Japan     | MF       | Rikuto Hashimoto     |
| 35  | Japan     | ST       | Niina Tominaga       |
| 44  | Japan     | MF       | Mitsuki Hidaka       |
| 50  | Japan     | TW       | Powell Obinna Obi    |
| 51  | Japan     | MF       | Taiga Seguchi        |
| 52  | Japan     | MF       | Kento Hamasaki       |
| 53  | Japan     | ST       | Hayato Watanabe      |
| 54  | Japan     | AB       | Sota Hara            |
| 56  | Japan     | MF       | Tafuku Satomi        |
| 60  | Japan     | TW       | Taiga Kameda         |
| 66  | Japan     | AB       | Riku Matsuda         |
| 77  | Brasilien | MF       | Gustavo Klismahn     |

## Trainerchronik
| Trainer             | Nation      | von                |                    |
| ------------------- | ----------- | ------------------ | ------------------ |
| Stuart Baxter       | Schottland  | 1. Februar 1995    | 31. Januar 1998    |
| Benito Floro        | Spanien     | 1. Februar 1998    | 24. September 1998 |
| Harumi Kōri         | Japan       | 25. September 1998 | 31. Januar 1999    |
| Ryōichi Kawakatsu   | Japan       | 1. Februar 1999    | 25. Juli 2002      |
| Hiroshi Matsuda     | Japan       | 1. Juli 2002       | 31. Januar 2003    |
| Ivan Hašek senior   | Tschechien  | 1. Januar 2003     | 31. Dezember 2004  |
| Hiroshi Soejima     | Japan       | 1. Februar 2003    | 31. Januar 2004    |
| Hiroshi Kato        | Japan       | 1. Oktober 2004    | 31. Januar 2005    |
| Hideki Matsunaga    | Japan       | 1. Februar 2005    | 19. April 2005     |
| Émerson Leão        | Brasilien   | 20. April 2005     | 14. Juni 2005      |
| Pavel Řehák         | Tschechien  | 15. Juni 2005      | 31. Januar 2006    |
| Stuart Baxter       | Schottland  | 1. Februar 2006    | 4. September 2006  |
| Hiroshi Matsuda     | Japan       | 5. September 2006  | 31. Januar 2009    |
| Caio Júnior         | Brasilien   | 11. Dezember 2008  | 30. Juni 2009      |
| Masahiro Wada       | Japan       | 1. Juli 2009       | 5. August 2009     |
| Toshiya Miura       | Japan       | 5. August 2009     | 11. September 2010 |
| Masahiro Wada       | Japan       | 11. September 2010 | 30. April 2012     |
| Ryō Adachi          | Japan       | 1. Mai 2012        | 21. Mai 2012       |
| Akira Nishino       | Japan       | 22. Mai 2012       | 8. November 2012   |
| Ryō Adachi          | Japan       | 9. November 2012   | 31. Januar 2015    |
| Nelsinho Baptista   | Brasilien   | 1. Februar 2015    | 16. August 2017    |
| Takayuki Yoshida    | Japan       | 16. August 2017    | 17. September 2018 |
| Kentarō Hayashi     | Japan       | 17. September 2018 | 3. Oktober 2018    |
| Juanma Lillo        | Spanien     | 4. Oktober 2018    | 16. April 2019     |
| Takayuki Yoshida    | Japan       | 17. April 2019     | 8. Juni 2019       |
| Thorsten Fink       | Deutschland | 9. Juni 2019       | 23. September 2020 |
| Marcos Vives        | Spanien     | 22. September 2020 | 23. September 2020 |
| Atsuhiro Miura      | Japan       | 24. September 2020 | 20. März 2022      |
| Lluís Planagumà     | Spanien     | 21. März 2022      | 7. April 2022      |
| Miguel Ángel Lotina | Spanien     | 8. April 2022      | 28. Juni 2022      |
| Takayuki Yoshida    | Japan       | 29. Juni 2022      | heute              |

## Saisonplatzierung
| Saison | Liga | Teams | Platz | Zuschauer | J. League Cup      | Kaiserpokal   | Supercup  | AFC CL        |
| ------ | ---- | ----- | ----- | --------- | ------------------ | ------------- | --------- | ------------- |
| 1997   | J1   | 17    | 16.   | 6.567     | Gruppenphase       | 4. Runde      | —         | —             |
| 1998   | J1   | 18    | 17.   | 7.686     | Gruppenphase       | 3. Runde      | —         | —             |
| 1999   | J1   | 16    | 10.   | 7.691     | 1. Runde           | 3. Runde      | —         | —             |
| 2000   | J1   | 16    | 13.   | 7.512     | 2. Runde           | Halbfinale    | —         | —             |
| 2001   | J1   | 16    | 12.   | 13.872    | 2. Runde           | 4. Runde      | —         | —             |
| 2002   | J1   | 16    | 14.   | 10.467    | Gruppenphase       | 3. Runde      | —         | —             |
| 2003   | J1   | 16    | 13.   | 11.195    | Gruppenphase       | Viertelfinale | —         | —             |
| 2004   | J1   | 16    | 11.   | 15.735    | Gruppenphase       | 4. Runde      | —         | —             |
| 2005   | J1   | 18    | 18. ▼ | 14.913    | Gruppenphase       | 4. Runde      | —         | —             |
| 2006   | J2   | 13    | 3. ▲  | 6.910     | —                  | 3. Runde      | —         | —             |
| 2007   | J1   | 18    | 10.   | 12.460    | Gruppenphase       | 5. Runde      | —         | —             |
| 2008   | J1   | 18    | 10.   | 12.981    | Gruppenphase       | 5. Runde      | —         | —             |
| 2009   | J1   | 18    | 14.   | 13.068    | Gruppenphase       | 4. Runde      | —         | —             |
| 2010   | J1   | 18    | 15.   | 12.824    | Gruppenphase       | 3. Runde      | —         | —             |
| 2011   | J1   | 18    | 9.    | 13.233    | 1. Runde           | 3. Runde      | —         | —             |
| 2012   | J1   | 18    | 16. ▼ | 14.638    | Gruppenphase       | 2. Runde      | —         | —             |
| 2013   | J2   | 22    | 2. ▲  | 11.516    | —                  | 3. Runde      | —         | —             |
| 2014   | J1   | 18    | 11.   | 15.010    | Viertelfinale      | 2. Runde      | —         | —             |
| 2015   | J1   | 18    | 12.   | 16.265    | Halbfinale         | Viertelfinale | —         | —             |
| 2016   | J1   | 18    | 7.    | 17.018    | Viertelfinale      | Achtelfinale  | —         | —             |
| 2017   | J1   | 18    | 9.    | 18.272    | Viertelfinale      | Viertelfinale | —         | —             |
| 2018   | J1   | 18    | 10.   | 21.450    | PlayOffs           | 4. Runde      | —         | —             |
| 2019   | J1   | 18    | 8.    | 21.491    | Gruppenphase       | Sieger        | —         | —             |
| 2020   | J1   | 18    | 14.   | 6.042     | Viertelfinale      | —             | Sieger    | Halbfinale    |
| 2021   | J1   | 20    | 3.    | 7.120     | Play-off-Spiele    | Achtelfinale  | —         | —             |
| 2022   | J1   | 18    | 13.   | 15.572    | Viertelfinale      | Viertelfinale | —         | —             |
| 2023   | J1   | 18    | 1.    | 22.553    | Gruppenphase       | Viertelfinale | —         | Viertelfinale |
| 2024   | J1   | 20    | 1.    | 21.810    | 1. Runde (Runde 3) | Sieger        | Verlierer | —             |
| 2025   | J1   | 20    |       |           |                    |               |           |               |

## Auszeichnungen

### Torschützenkönig des Jahres
- Leandro (2016)

### Elf des Jahres
- Leandro (2016)
- Andrés Iniesta (2019)

## Beste Torschützen
| Saison | Name            | Nation  | Tore |
| ------ | --------------- | ------- | ---- |
| 2017   | Kazuma Watanabe | Japan   | 8    |
| 2018   | Hirotaka Mita   | Japan   | 6    |
| 2019   | David Villa     | Spanien | 13   |
| 2020   |                 |         |      |